# هجنالكا فوتاكي
هجنالكا فوتاكي (بالمجرية: Futaki Hajnalka)‏ (من مواليد 9 يونيو 1990 في جيولا )  هي حارس مرمى كرة يد مجرية، شاركة في كأس المجر لكرة اليد للسيدات.

## الإنجازات
- كأس المجر لكرة اليد للسيدات :
  - الميدالية الفضية : 2012
  - الميدالية البرونزية : 2010

## روابط خارجية
- Hajnalka Futaki بيانات حساب اللاعب على Békéscsabai Előre NKSE الموقع الرسمي
- Hajnalka Futaki إحصائيات الوظيفي في Worldhandball